# توم جاست
توم جاست (بالإنجليزية: Thomas Weymess Just)‏ هو مجدف نيوزلندي، ولد في 23 يناير 1942 في ويلينغتون في نيوزيلندا.

## وصلات خارجية
- توم جاست على موقع الاتحاد الدولي للتجديف (الإنجليزية)
- توم جاست على موقع أوليمبيديا (الإنجليزية)